# René Castillo Rivera
René Castillo Rivera (Ciutat de Mèxic, 7 de novembre de 1969) és un premiat director de cinema d'animació i animador mexicà especialitzat en la tècnica del stop-motion i animació digital, amb la qual ha realitzat curtmetratges com Sin sostén i Hasta los huesos guanyant més de 100 premis internacionals.

## Carrera
Es va mudar a Guadalajara als 19 anys on va estudiar comunicacions a l'Instituto Tecnológico y de Estudios Superiores de Occidente. Fascinat amb l'animació en plastilina, es va tornar un artista autodidacta. El 1998 realitza amb Antonio Urrutia el curtmetratge d'animació en plastilina anomenat "Sin sostén" que es fa creditor al Ariel al Millor Curtmetratge d'Animació, a més de guanyar múltiples premis internacionals i ser part de la selecció oficial al Festival de Canes.
El seu següent curtmetratge Hasta los huesos (2001), va guanyar més de 60 festivals internacionals, incloent tres premis en el prestigiós Festival d'Annecy, on el mateix Tim Burton va prendre inspiració per a algun dels visuals de la pel·lícula "Corpse Bride" (2005) que estava preparant.
Des del 2002 dirigeix comercials amb la seva casa productora Mandaraka Creative Studio per a clients com Jumex, Bimbo, Kellogg's i animacions per a Plaza Sésamo, Warner Bros., MAD TV, entre d'altres. També ha estat jurat i conferenciant a festivals com Annecy, Havana, Córdoba, Madrid, Santiago de Xile, Buenos Aires, Guadalajara, Guanajuato i a la Ciutat de Mèxic.
Des de 2013 es troba dirigint la pel·lícula d'animació Thingdom, en coproducció amb Versatile Media, Kaxan Media i WOZOM Studios.